# Dennis Mitchell
Dennis Allen Mitchell (ur. 20 lutego 1966 w Havelock, w stanie Karolina Północna) – amerykański lekkoatleta sprinter, mistrz olimpijski i mistrz świata.
Jako jedyny amerykański sprinter wystąpił na trzech kolejnych igrzyskach olimpijskich w biegu na 100 metrów, za każdym razem zajmując w finale miejsce w pierwszej czwórce.
Rozpoczął międzynarodową karierę na mistrzostwach świata w 1987 w Rzymie, gdzie wystąpił w eliminacjach i półfinale biegu sztafetowego 4 × 100 metrów (w finale został zastąpiony przez Carla Lewisa). Na igrzyskach olimpijskich w 1988 w Seulu zajął 4. miejsce w biegu na 100 m. Stracił szanse na medal w sztafecie 4 × 100 metrów, kiedy drużyna amerykańska została zdyskwalifikowana za przekroczenie strefy zmian. W 1989 zdobył akademickie mistrzostwo Stanów Zjednoczonych (NCAA) w biegu na 200 metrów (był wówczas studentem University of Florida).
Na miesiąc przed mistrzostwami świata w 1991 w Tokio biegł w składzie sztafety 4 × 100 metrów, która ustanowiła rekord świata czasem 37,67 s (w Zurychu 7 sierpnia 1991). Na mistrzostwach świata Mitchell zdobył brązowy medal w biegu na 100 metrów, a sztafeta USA w składzie Andre Cason, Leroy Burrell, Mitchell i Carl Lewis poprawiła własny rekord świata na 37,50 s i zdobyła złoty medal.
W 1992 po raz pierwszy został mistrzem Stanów Zjednoczonych na 100 metrów (później powtórzył to osiągnięcie w 1994 i 1996). Na igrzyskach olimpijskich w 1992 w Barcelonie Mitchell zdobył brązowy medal w biegu na 100 metrów i złoty w sztafecie 4 × 100 metrów, która po raz kolejny poprawiła rekord świata na 37,40 s (w składzie Michael Marsh, Burrell, Mitchell i Carl Lewis). Na mistrzostwach świata w 1993 w Stuttgarcie po raz kolejny zdobył brązowy medal w biegu na 100 metrów i złoty w sztafecie 4 × 100 m (Jon Drummond, Cason, Mitchell i Burrell), która w półfinale wyrównała rekord świata. W 1994 zwyciężył na 100 m w Igrzyskach Dobrej Woli w Petersburgu. Na mistrzostwach świata w 1995 w Göteborgu doznał kontuzji w przedbiegach na 100 m i nie ukończył biegu.
Na igrzyskach olimpijskich w 1996 w Atlancie zdobył srebrny medal w sztafecie 4 × 100 m (biegli w niej Drummond, Tim Harden, Marsh i Mitchell), a w biegu na 100 metrów był czwarty. Na mistrzostwach świata w 1997 w Atenach wystąpił tylko w sztafecie 4 × 100 m, ale drużyna amerykańska (Brian Lewis, Tim Montgomery, Mitchell i Maurice Greene) nie ukończyła biegu eliminacyjnego.
W 1998 został zdyskwalifikowany przez IAAF na 2 lata z powodu zbyt wysokiego poziomu testosteronu (zawodnik tłumaczył wysoki poziom tego hormonu tym, że uprawiał seks i pił piwo w noc poprzedzającą badanie antydopingowe). Po odbyciu kary wystąpił na mistrzostwach świata w 2001 w Edmonton na 3. zmianie sztafety 4 × 100 m, która wygrała bieg finałowy, lecz została później zdyskwalifikowana wskutek stwierdzenia dopingu u Tima Montgomery’ego (afera BALCo).
Mąż Damu Cherry.

## Rekordy życiowe
- Bieg na 100 metrów – 9,91 s (1991 & 1996)
- bieg na 200 metrów – 20,09 s (1989)